# Альбертшрауфит
Альбертшрауфи́т (Albrechtschraufite) — радиоактивный минерал, назван в честь австрийского кристаллографа и минералога Альбрехта Штрауфа.

## Свойства
Альбертшрауфит имеет жёлто-зелёный цвет, белый цвет черты, стеклянный блеск, триклинную сингонию, низкую твёрдость по шкале Мооса, плотность 2,9 г/см3, высокую радиоактивность. Формула — Ca4Mg(UO2)2(CO3)6F2·17H2O.